# Turky Al-Thagafi
Turky Al-Thagafi (1 de mayo de 1986) es un futbolista de Arabia Saudita.

## Carrera
Inició su carrera en el mundo deportivo en 2004. Ha jugado para los clubes Al-Ahly, Al-Shula, Najran, Al-Ansar y Al-Rayyan.